# SV 33 Klettendorf
Der SV 33 Klettendorf war ein deutscher Fußballverein aus dem niederschlesischen Klettendorf im Landkreis Breslau. Seit 1951 gehört Klettendorf zur Stadt Breslau.

## Geschichte
1933 wurde die Gauliga Schlesien des Gaues Schlesien mit 10 Vereinen eingerichtet. Unter anderem verboten die Nazis auch einen Arbeiterverein aus Breslaus Süden. Diese Kicker gingen jedoch ins damalige Dorf Klettendorf und gründeten den SV 33 Klettendorf, der sich zudem mit braun-weißen Vereinsfarben zu „tarnen“ wusste.

## Gauliga Schlesien
Der Verein wurde am 19. Mai 1933 gegründet. Bereits 1934 wurde er Meister der 2. Kreisklasse und stieg in die 1. Kreisklasse Breslau auf. Auch diese wurde auf dem ersten Tabellenplatz beendet, so dass Klettendorf an der Aufstiegsrunde zur Bezirksliga Mittelschlesien teilnehmen durfte. Bei dieser setzte sich die Mannschaft gegen fünf andere Verein durch und stieg in die zweitklassige Bezirksliga Mittelschlesien auf. Bereits in der ersten Saison 1935/36 wurde Klettendorf Zweiter und musste sich nur dem Gauliga-Absteiger SC Hertha Breslau geschlagen geben. In der folgenden Saison 1936/37 gelang dem Verein schließlich mit sechs Punkten Vorsprung Meister der Bezirksliga zu werden. Die Aufstiegsrunde zu Gauliga Schlesien konnte erfolgreich gestaltet werden, so dass der Verein in die Gauliga Schlesien, eine der damals sechzehn höchsten deutschen Spielklassen, aufgestiegen ist. In der Saison 1939/40 wurde Klettendorf dann Opfer der häufigen Umorganisationen des Fachamtes Fußball. Die Gauliga Schlesien wurde in dieser Saison um vier Teilnehmer erweitert und erstmals in zwei gruppen ausgespielt, zur kommenden Saison wurde diese Änderung jedoch wieder rückgängig gemacht, so dass in der Gruppe Mittelschlesien die Hälfte der Vereine absteigen musste. Klettendorf verpasste mit Platz 5 um einen Punkt das rettende Ufer und musste nach drei Jahren Zugehörigkeit zur Gauliga wieder in die Zweitklassigkeit absteigen. 40/41 zog sich der Verein vorübergehend vom Spielbetrieb zurück. 1941/42 wurde nochmals eine komplette Saison in der, nun in 1. Klasse Niederschlesien umorganisierten zweiten Liga; gespielt, bevor sich der Verein komplett vom Spielbetrieb zurückzog.
Nach Ende des Zweiten Weltkrieges wurde das Dorf Klettendorf polnisch und der Verein SV 33 Klettendorf wurde aufgelöst.

## Tschammer-Pokal
1939 gelang den Klettendorfern der größte Erfolg der Vereinsgeschichte. Obwohl sie keineswegs schwache Gegner zugelost bekamen, erreichten sie im Tschammer-Pokal, dem Vorläufer des DFB-Pokals, die 2. Hauptrunde. Hier unterlagen die Niederschlesier allerdings in der deutschen Hauptstadt dem Berliner SV 92 mit 1:6. Trotz der hohen Niederlage wurden sie für ihr engagiertes Spiel und ihre Kampfbereitschaft in der Presse gelobt.

## Bekannte Spieler
- Gerhard Jeltsch